# Regionální letiště Pullman-Moscow
Regionální letiště Pullman-Moscow je veřejné letiště v okrese Whitman v americkém státě Washington, 3 kilometry východně od města Pullman a 6 kilometrů západně od města Moscow ve státě Idaho. Je přístupné díky nedaleké státní silnici Washington State Route 270 a má jednu, zhruba 2 kilometry dlouhou ranvej.
Jedná se o venkovské letiště v prérijním regionu zvaném Palouse, kde slouží jako důležitá dopravní spojka pro univerzity Washington State University v Pullmanu a University of Idaho v Moscow. Obě univerzity jej rovněž používají pro charterové lety svých sportovních týmů, které provozují společnosti Frontier Airlines a Allegiant Air. Jedinou komerční aerolinkou obsluhující letiště je Horizon Air používající turbovrtulová letadla Bombardier Dash 8.
Všechny komerční lety z Pullmanu přistávají také na letišti v nedalekém Lewistonu. Správu komerčních letů letiště poskytuje seattleské středisko kontroly letecké dopravy, které se odsud nachází 400 kilometrů na západ. Nejbližším velkým letištěm je Spokaneské mezinárodní letiště, 145 kilometrů na sever.

## Zázemí a letadla
Letiště má rozlohu 1,9 km² a nachází se v nadmořské výšce 779 metrů. Má jednu asfaltovou ranvej, která je dlouhá více než dva kilometry. V srpnu 1988 se stalo jeho vlastníkem město Pullman, které zde za 2,7 milionu dolarů vybudovalo osobní terminál, otevřený v únoru 1990.
Skromný osobní terminál obsahuje jednu velkou místnost rozdělenou do dvou částí, které odděluje bezpečnostní kontrola a prosklená zeď. Po bezpečnostní kontrole následuje čekárna, kterou ale málokdy cestující využijí, jelikož ke kontrole dochází až těsně před nástupem. Obě brány pro cestující vedou přímo na vozovku letiště, do letadla pak cestující nastupují prostřednictvím vysazených schodů.
Bránu číslo 1 (na východě letiště) používají cestující společnosti Horizon Air. Tuto část letiště obývá i kočka zvaná „Dash“, která se už několik let svobodně pohybuje po letišti.
Veřejnou ranvej sdílí letiště s jejím provozovatelem, charterovou aerolinkou Interstate Aviation. Hangáry na letišti vlastní a provozuje místní stavební firma Schweitzer Engineering Laboratories, Inc.
V roce 2008 se na letišti odehrálo 29 350 operací, což je průměrně 80 denně. 85 % tvořilo obecné letectví, 14 % komerční lety, 1 % aerotaxi a necelé procento armádní lety.
Ve stejném roce bylo na letišti umístěno 71 letadel, z nichž 85 % tvořila jednomotorová, 10 % vícemotorová, 4 % trysková letadla a 1 % větroně.

## Aerolinky a destinace
- Horizon Air - Lewiston, Seattle/Tacoma